# Население Эритреи

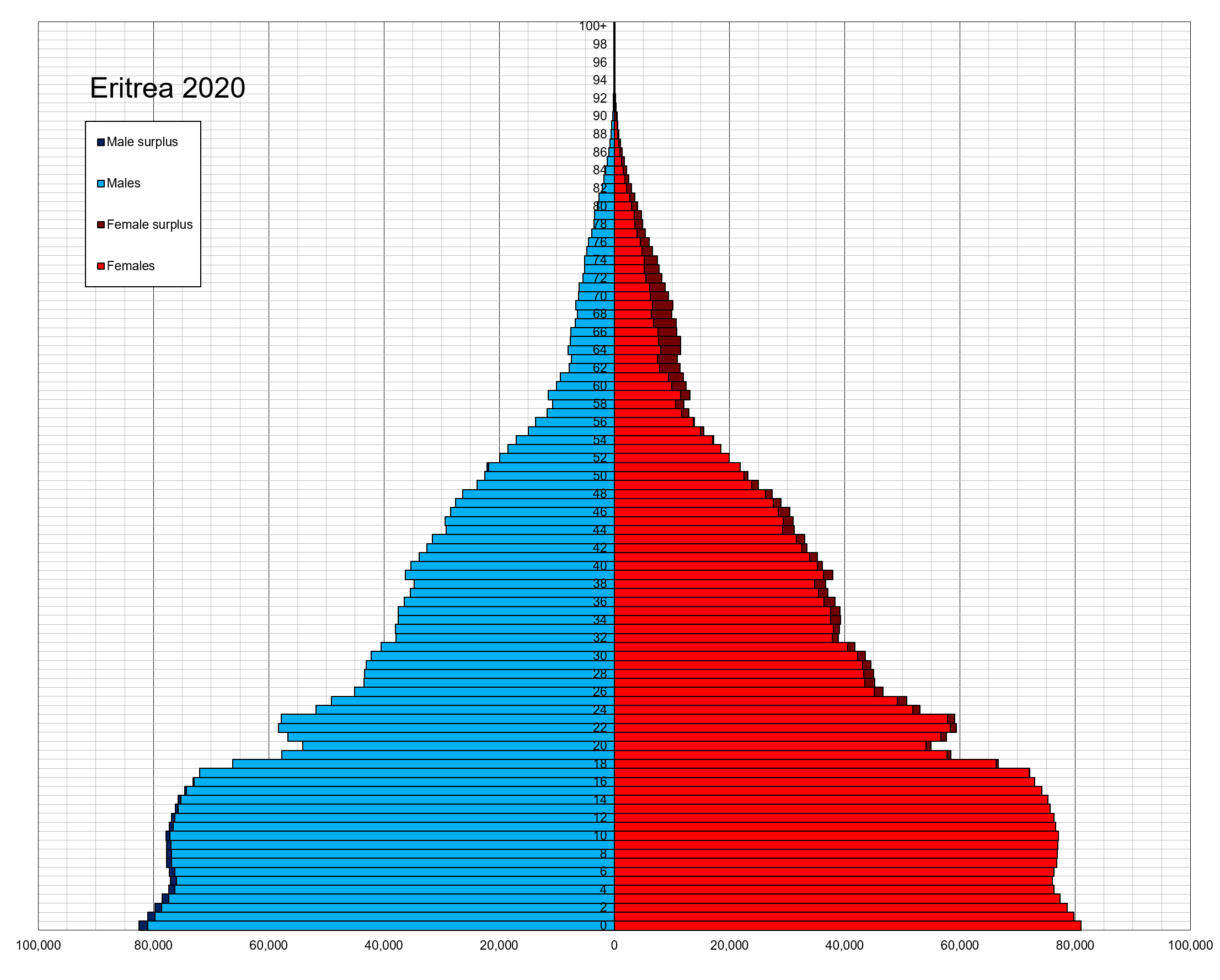
Возрастно-половая пирамида населения Эритреи на 2020 год

Численность населения Эритреи составляет 5 млн человек (2009). Этнический состав представлен народами кушитской (афар, хедареб и др.) и семитской языковой группы (тигре, тиграи и др.) афразийской макросемьи, а также двумя народами нило-сахарской макросемьи (кунама и нара).
Последняя перепись была в 1984 году.

## Динамика
| Год  | Население |
| ---- | --------- |
| 1950 | 1 402 510 |
| 1960 | 1 614 698 |
| 1970 | 2 160 460 |
| 1980 | 2 568 741 |
| 1990 | 3 137 919 |
| 2000 | 4 197 310 |
| 2009 | 5 023 513 |

## Языки
В Эритрее имеется девять этно-лингвистических групп, каждая из который имеет свой собственный язык: афарский, арабский, беджа, билин, нара, сахо, тигре и тигринья.
Эритрея не имеет официальных языков, но тигринья и арабский язык — наиболее используемые. Английский и итальянский языки понимают некоторые слои населения. Тигринья и арабский язык были официальными языками с 1952 по 1956 год и продолжают использоваться в среде христиан и мусульман.
Амхарский язык стал официальным языком в 1956 году. На сегодняшний день на амхарском разговаривают преимущественно люди эритрейского происхождения, которые были вынуждены покинуть свои дома в Эфиопии.
Геэз, также называемый древнеэфиопским языком, является литургическим языком Эритрейской православной церкви.